# Нерівність Крафта — Макміллана
У теорії кодування нерівність Крафта - Макміллана дає необхідну і достатню умову існування роздільних і префіксних кодів з заданим набором довжин кодових слів.

## Попередні визначення
Нехай задано дві довільно кінцеві множини, які називаються, відповідно, кодованим алфавітом і кодуючим алфавітом. Їх елементи називаються символами, а рядки (послідовності кінцевої довжини) символів — словами. Довжина слова — це кількість символів, з якого воно складається.
Як кодуючий алфавіт часто розглядається множина {0;1} — так званий двійковий або бінарний алфавіт.
Схемою алфавітного кодування (або просто (алфавітним) кодом) називається будь-яке відображення символів кодованого алфавіту в слова кодуючого алфавіту, які називають кодовими словами. Користуючись схемою кодування, кожне слово кодованого алфавіту можна зіставити з його кодом — конкатенацією кодових слів, що відповіднає кожному символу цього слова.
Код називається роздільним (або однозначно декодованим), якщо жодним двом словам кодованого алфавіту не може бути зіставлений один і той же код. 
Префіксним кодом називається алфавітний код, в якому жодне з кодових слів не є префіксом жодного іншого кодового слова. Будь-який префіксний код є роздільним.

## Формулювання
Нехай задані кодований і кодуючий алфавіти, що складаються з n і d символів, відповідно, і задані бажані довжини кодових слів: {\displaystyle l_{1},l_{2},...,l_{n}}. Тоді необхідною і достатньою умовою існування роздільного і префіксного кодів, що володіють заданим набором довжин кодових слів, є виконання нерівності:
{\displaystyle \sum _{i=1}^{n}d^{\,-\ell _{i}}\leqslant 1.}
Ця нерівність і відома під назвою нерівності Крафта — Макміллана. Вперше вона була виведена Леоном Крафтом в своїй магістерській дипломній роботі в 1949 році, проте він розглядав лише префіксні коди, тому при обговоренні префіксних код цю нерівність часто називають просто нерівністю Крафта. У 1956 році Броквей Макміллан довів необхідність і достатність цієї нерівності для загальнішого класу кодів — роздільних кодів.

## Приклад

### Двійкові дерева
Кореневе двійкове дерево - це таке дерво, в якому кожен вузол, що не є листом, має два і тільки два нащадки.
Будь-яке вкорінене двійкове дерево  можна розглядати як графічний опис префіксного коду над двійковим алфавітом: символи кодованого алфавіту відповідають листам дерева, а шлях в дереві від кореня до листа задає його код (шлях складається з послідовності рухів «ліворуч» і «праворуч», які відповідають символам 0 і 1). 
Для таких дерев нерівність Крафта — Макміллана стверджує, що:
{\displaystyle \sum _{x\in {\mathcal {L}}}2^{-\mathrm {depth} (x)}\leqslant 1,}
де {\displaystyle {\mathcal {L}}} — множина листів дерева, а {\displaystyle \mathrm {depth} (x)} — глибина листка {\displaystyle x}, тобто кількість ребер на шляху від кореня до кінцевої вершини (листа) {\displaystyle x}.

Розглянемо дерево на Рис 1.

Рис 1: Двійкове дерево

Для 4 листків маємо глибину - 3, а для вузла із значенням 76 глибина рівна 2, таким чином маємо нерівність:
{\displaystyle {\frac {1}{2^{2}}}+4\left({\frac {1}{2^{3}}}\right)={\frac {1}{4}}+4\left({\frac {1}{8}}\right)={\frac {3}{4}}\leqslant 1.}